# Kalmár Jenő (Afrika-kutató)
Kalmár Jenő, született Herman Jenő (Csernely, 1873. december 28. – Pozsony, 1937. október 21.) magyar Afrika-kutató, néprajzi gyűjtő.

## Életpályája
Herman Ábrahám és Barok Franciska fia. Katonai akadémiát végzett és mérnök lett. Egy ideig Berlinben élt és dolgozott, egyebek között mint a Berlini Magyar Egyesület elnöke, később – 1899-től – a Gesellschaft für Südkamerun (Dél-Kamerun Társaság) alkalmazottja. Ebben a minőségében került ki Kamerunba, ahol feladata Hátsó-Kamerun kikutatása és feltérképezése, kereskedelmi telepek létesítési lehetőségeinek feltárása volt. (Kamerun fő terméke abban az időben az elefántcsont és a kaucsuk volt, ennek kivitelét akarták elsősorban megszervezni.) Megszakításokkal összesen 12 évet töltött Afrikában, ezalatt néprajzi gyűjtéssel és kartográfiai munkálatokkal is foglalkozott. Afrikából írt, családtagjainak szóló levelei érzékletes leírását adják ottani életének és a bennszülöttek szokásainak, sőt egymás közötti és az európaiakkal szemben vívott, sok áldozattal járó harcainak is. Később a Dél-Kamerun Rt. vezérigazgatójának nevezték ki.
Miután 1912-ben hazatért, tapasztalatairól, élményeiről több előadást is tartott tudományos társaságokban, egyebek között a Magyar Földrajzi Társaságban, a Néprajzi Társaságban és a Szabadkai Kereskedelmi Egyesületben. Ezek egy része nyomtatásban is megjelent a Magyar Néprajzi Múzeum Értesítőjében (1913), illetve az Erzsébet Népakadémia közgyűlési anyagait publikáló füzetekben (1911 illetve 1913). A magyar Néprajzi Múzeumot 1916-ban értékes, Kamerunból származó, több mint 200 darabból álló etnológiai gyűjteménnyel gazdagította. Néhány sajátkezű térképvázlatát és útleírását, előadásainak anyagát a Magyar Földrajzi Múzeum őrzi.
Mint tartalékos honvéd százados, részt vett az első világháborúban és súlyosan meg is sebesült. Megkapta a vaskoronarendet és a német vaskeresztet. Néhány háborús „kalandját” cikk formájában is megírta.
A háború után Pozsonyban telepedett le, ott alapított családot. 1921-ben megalapította az Orient szőnyegszővő vállalatot, melynek tulajdonosa volt. 1937-ben hunyt el.
Kongó egyik mellékfolyóját róla nevezték el Kalmárnak.

## Publikációi
- Kalmár Jenő: Élményeim a legsötétebb Afrikában. Erzsébet Népakadémia, az 1910-1911-i működés. Beszámoló az 1911. évi május hó 27-28-iki VIII. évi közgyűlésen, 23-26. old.
- Kalmár Jenő: Délkameruni élményeimből. Jelentés az "Erzsébet Népakadémia a Magyar Nép Közművelődési Csarnoka" 1913. évi május 31-ikén megtartott X. ill. XI. évi közgyűlésének, 32-52. old.
- Kalmár Jenő: Kameruni néger népszokások. A Magyar Néprajzi Múzeum Néprajzi Osztályának értesítője, XIV. évf. 3-4. füzet, 311-331. old.